# Ministerpräsident (Serbien)
Der serbische Ministerpräsident (serbisch Председник владе/Predsednik vlade, kurz Premier) steht der Regierung der Republik Serbien vor.

## Liste der Ministerpräsidenten der Republik Serbien

### Ministerpräsidenten der Teilrepublik Serbien (1991–2006)
- Dragutin Zelenović
- Radoman Božović
- Nikola Šainović
- Mirko Marjanović
- Milomir Minić (kommissarisch)
- Zoran Đinđić
- Nebojša Čović (kommissarisch)
- Žarko Korać (kommissarisch)
- Zoran Živković
- Vojislav Koštunica

### Ministerpräsidenten der unabhängigen Republik Serbien (seit 2006)

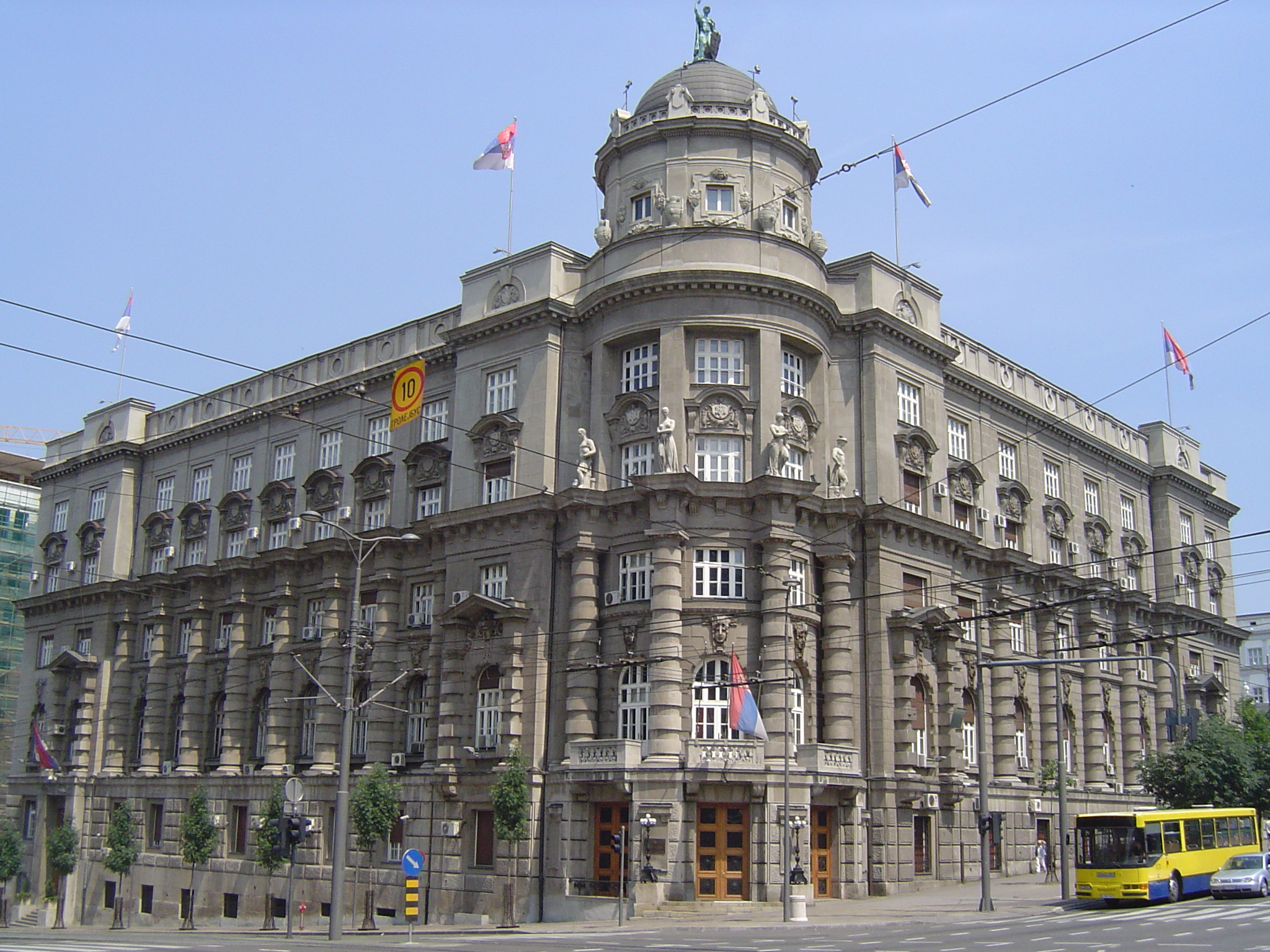
Amtssitz in Belgrad

| Ministerpräsidenten der Republik Serbien seit 2006 | Ministerpräsidenten der Republik Serbien seit 2006 | Ministerpräsidenten der Republik Serbien seit 2006 | Ministerpräsidenten der Republik Serbien seit 2006 | Ministerpräsidenten der Republik Serbien seit 2006 | Ministerpräsidenten der Republik Serbien seit 2006 | Ministerpräsidenten der Republik Serbien seit 2006 |
| Nr.                                                | Bild                                               | Name                                               | Amtszeit                                           | Partei                                             | Kabinett                                           |                                                    |
| -------------------------------------------------- | -------------------------------------------------- | -------------------------------------------------- | -------------------------------------------------- | -------------------------------------------------- | -------------------------------------------------- | -------------------------------------------------- |
| 1.                                                 |                                                    | Vojislav Koštunica                                 | 3. Juni 2006– 15. Mai 2007                         | DSS                                                | Koštunica I (DSS – G17 Plus – SPO-NS)              |                                                    |
| 1.                                                 | 15. Mai 2007– 7. Juli 2008                         | Vojislav Koštunica                                 | DSS                                                | Koštunica II (DS – DSS-NS – G17 Plus)              |                                                    |                                                    |
| 2.                                                 |                                                    | Mirko Cvetković                                    | 7. Juli 2008– 27. Juli 2012                        | parteilos                                          | Cvetković (ZES – SPS – Minderheitsparteien)        |                                                    |
| 3.                                                 |                                                    | Ivica Dačić                                        | 27. Juli 2012– 27. April 2014                      | SPS                                                | Dačić (SNS – SPS)                                  |                                                    |
| 4.                                                 |                                                    | Aleksandar Vučić                                   | 27. April 2014– 10. August 2016                    | SNS                                                | Vučić I (SNS – SPS)                                |                                                    |
| 4.                                                 | 10. August 2016– 31. Mai 2017                      | Aleksandar Vučić                                   | SNS                                                | Vučić II (SNS – SPS)                               |                                                    |                                                    |
| -                                                  |                                                    | Ivica Dačić (komm.)                                | 31. Mai 2017– 29. Juni 2017                        | SPS                                                | Vučić II (SNS – SPS)                               |                                                    |
| 5.                                                 |                                                    | Ana Brnabić                                        | 29. Juni 2017– 28. Oktober 2020                    | SNS (vor 2019 parteilos)                           | Brnabić I                                          |                                                    |
| 5.                                                 | 28. Oktober 2020– 26. Oktober 2022                 | Ana Brnabić                                        | Brnabić II                                         | SNS (vor 2019 parteilos)                           |                                                    |                                                    |
| 5.                                                 | 26. Oktober 2022– 20. März 2024                    | Ana Brnabić                                        | Brnabić III                                        | SNS (vor 2019 parteilos)                           |                                                    |                                                    |
| -                                                  |                                                    | Ivica Dačić (komm.)                                | 20. März 2024– 2. Mai 2024                         | SPS                                                | Brnabić III                                        |                                                    |
| 6.                                                 |                                                    | Miloš Vučević                                      | 2. Mai 2024– 16. April 2025                        | SNS                                                | Vučević                                            |                                                    |
| 7.                                                 |                                                    | Đuro Macut                                         | 16. April 2025– amtierend                          | parteilos                                          | Macut                                              |                                                    |